# Parábola del vino nuevo en odres viejos

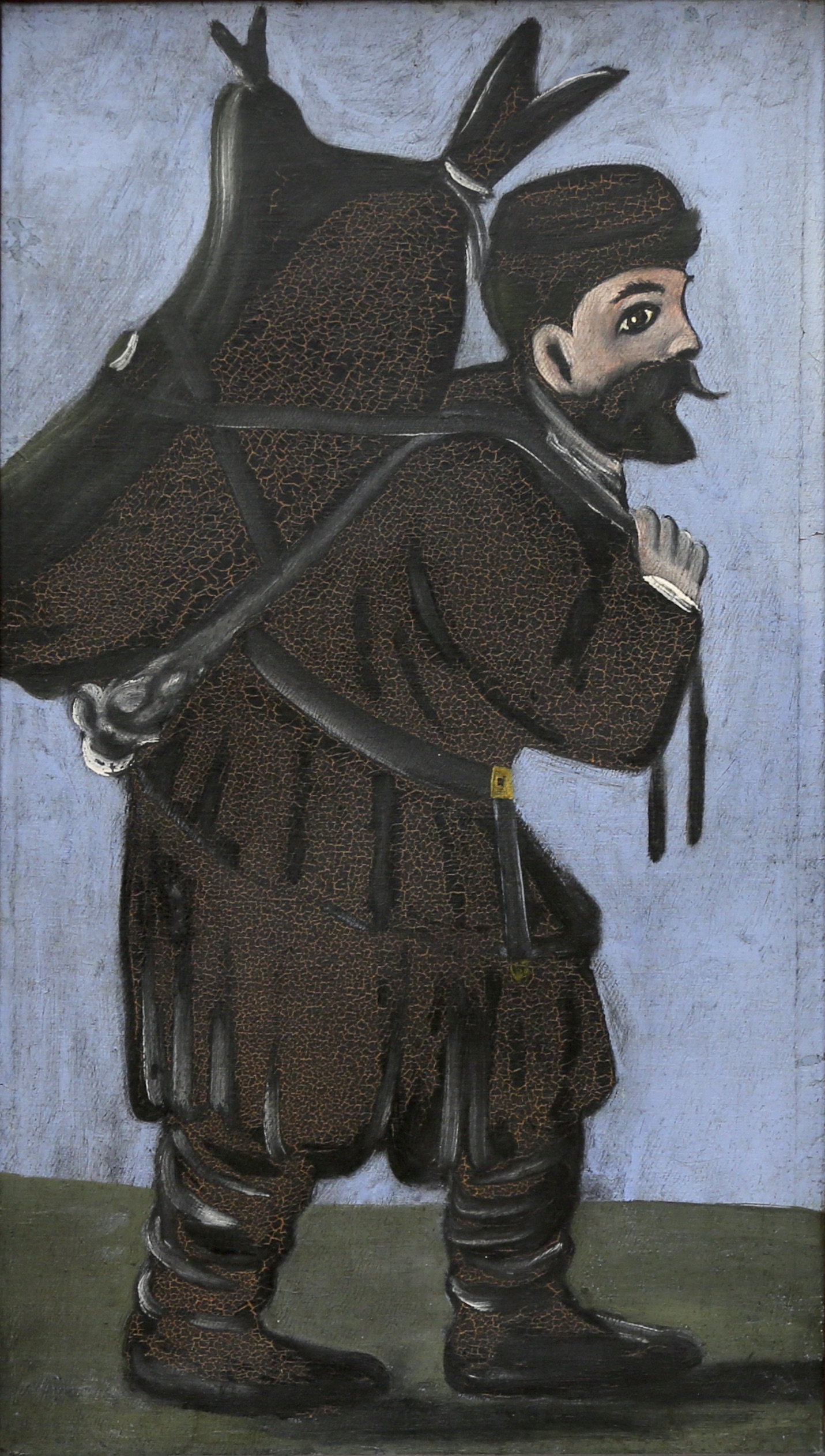
Hombre con odre, Niko Pirosmani.

La parábola del vino nuevo en odres viejos es una de las parábolas de Jesús, encontrada en Mateo 9:14-17, Marcos 2:18-22 , Lucas 5: 37-38

## Texto bíblico
La parábola se encuentra luego de la elección de Mateo como nuevo discípulo. Jesús la dijo en un banquete al ser cuestionado sobre el ayuno de sus discípulos:
- Según Mateo el Evangelista 9; 14-17

 Le dijeron a Jesús: 

–Los seguidores de Juan y los de los fariseos ayunan mucho y hacen muchas oraciones, pero tus discípulos no dejan de comer y beber. 

Jesús les contestó: 
 
–¿Acaso podéis hacer que ayunen los invitados a una boda mientras el novio está con ellos? Ya llegará el momento en que se lleven al novio; cuando llegue ese día, ayunarán. 

También les contó esta parábola: 

Nadie corta un trozo de un vestido nuevo para arreglar un vestido viejo. De hacerlo así, echará a perder el vestido nuevo; además el trozo nuevo no quedará bien en el vestido viejo.  Ni tampoco se echa vino nuevo en odres viejos, porque el vino nuevo hace que los odres revienten, y tanto el vino como los odres se pierden. Por eso hay que echar el vino nuevo en odres nuevos. Y nadie que beba vino añejo querrá después beber el nuevo, porque dirá que el añejo es mejor. Dios Habla Hoy

- Según Marcos el Evangelista 2; 18-22

Los discípulos de Juan y los fariseos estaban de ayuno; y vinieron a decirle: —¿Por qué los discípulos de Juan y los de los fariseos ayunan y, en cambio, tus discípulos no ayunan? Jesús les respondió: —¿Acaso pueden ayunar los amigos del esposo, mientras el esposo está con ellos? Durante el tiempo en que tienen al esposo con ellos no pueden ayunar. Ya vendrán días en que les será arrebatado el esposo; entonces, en aquel día, ya ayunarán. »Nadie cose un remiendo de paño nuevo a un vestido viejo; porque entonces lo añadido tira de él, lo nuevo de lo viejo, y se produce un desgarrón peor. Tampoco echa nadie vino nuevo en odres viejos; porque entonces el vino hace reventar los odres, y se pierden el vino y los odres. Para vino nuevo, odres nuevos.

- Según Lucas el Evangelista 5; 37-38

Pero ellos le dijeron: —¿Por qué los discípulos de Juan ayunan con frecuencia y hacen oraciones, y lo mismo los de los fariseos; y en cambio, los tuyos comen y beben?; Jesús les respondió: —¿Acaso pueden ayunar los invitados a la boda, mientras el esposo está con ellos? Ya vendrán los días en que les será arrebatado el esposo; entonces, en aquellos días, ayunarán. Y les decía también una parábola: —Nadie pone a un vestido viejo un remiendo cortado de un vestido nuevo, porque entonces, además de romper el nuevo, el remiendo del vestido nuevo no le iría bien al viejo. Tampoco echa nadie vino nuevo en odres viejos; porque entonces el vino nuevo reventará los odres, y se derramará, y los odres se perderán. El vino nuevo debe echarse en odres nuevos. Y ninguno acostumbrado a beber vino añejo quiere del nuevo, porque dice: «El añejo es mejor».

## Interpretación de la Iglesia católica
Jesús trae un modo nuevo de relación con Dios que implica una regeneración total. Su espíritu es demasiado nuevo y pujante para ser amoldado a las viejas formas, cuya vigencia caducaba. Jesús no suprimió el ayuno, sino que, frente a la complicadísima casuística de la época que ahogaba la sencillez de la verdadera piedad, apuntó a la simplicidad de corazón. Jesús dice expresamente que sus discípulos «ya ayunarán». Será la Iglesia católica la que concretará en cada época, con los poderes que Dios le ha dado, las formas de ayuno, según el espíritu del Señor. San Agustín comenta:

Ésta es la causa de que ayunemos antes de la solemnidad de la Pasión del Señor y de que abandonemos el ayuno durante los cincuenta días siguientes. Todo el que ayuna como es debido, o bien busca humillar su alma, desde una fe no fingida, con el gemido de la oración y la mortificación corporal, o bien deja de lado el placer carnal hasta pasar hambre y sed, porque movido por alguna carencia espiritual su mirada está puesta en el goce de la verdad y la sabiduría. De ambas clases de ayuno habló el Señor cuando le preguntaron por qué sus discípulos no ayunaban. (…) Así pues, una vez que se nos ha quitado el esposo, nosotros, sus hijos, tenemos que llorar. (…) Nuestro llanto es justo si ardemos en deseos de verle. 

Al acusar a los discípulos de relajamiento en las prácticas penitenciales, están acusando también a su Maestro. La respuesta de Jesús, bajo la imagen del esposo, insinúa que Él es más que un maestro: es el Mesías, pues una de las figuras con las que el Antiguo Testamento caracterizaba al Mesías era precisamente la del esposo   Con esa imagen Jesús resalta sobre todo la alegría que supone su venida. No significa que las prácticas penitenciales hayan de cesar, sino que ante la presencia del Mesías quedan en un segundo plano. La respuesta de Cristo también declara las relaciones entre la Antigua y la Nueva Alianza. Cristo muestra la diferencia entre el espíritu que Él trae y el del judaísmo de su época. El espíritu nuevo no será una pieza añadida a lo viejo, sino un principio vivificante de las enseñanzas perennes de la antigua revelación: 

Lo que había permanecido de antes debía ser cambiado, como la circuncisión, o completado, como el resto de la Ley, o cumplido, como la profecía, o perfeccionado, como la misma fe. Con la venida del Evangelio, la nueva gracia de Dios renovó todo lo carnal en espiritual, limpiando completamente todo lo antiguo Jesucristo anuncia que el esposo les será arrebatado: es la primera alusión a su pasión y muerte. La visión contrastada de alegría y dolor nos ayuda a entender también la condición humana mientras caminamos en la tierra.

En el Antiguo Testamento estaban prescritos algunos días de ayuno; el más señalado era el Día de la Expiación, el Yom Kippur  Moisés y Elías habían ayunado, y el mismo Señor ayunó en el desierto antes de comenzar su ministerio público. La acusación de los escribas y fariseos ofrece a Jesús la ocasión de exponer la condición de su persona y el alcance de su doctrina: la alegría que supone su presencia en el mundo hace que quede relegada para más tarde una práctica penitencial como el ayuno. Su doctrina exige odres nuevos: una penitencia interior más profunda, una renovación, y quien la reciba de este modo comprobará que esa doctrina es como el vino añejo, es decir, «mejor», y no querrá volver a su vida anterior. Pero el Señor no abroga el ayuno, sino que le da un sentido más profundo: 

El mérito de nuestros ayunos no consiste solamente en la abstinencia de los alimentos; de nada sirve quitar al cuerpo su nutrición si el alma no se aparta de la iniquidad y si la lengua no deja de hablar mal.

## Otras interpretaciones
La parábola habla de la relación entre las enseñanzas de Jesús y el judaísmo tradicional. Según algunas interpretaciones, Jesús les muestra su nuevo sendero, en contra de las viejas costumbres de los fariseos y sus escribas. A principios del siglo II, Marción, fundador del Marcionismo, usó este pasaje para defender “una total separación entre la religión que Jesús y Pablo apoyaron, y la de las escrituras hebreas.”
Otras interpretaciones dicen que es un mensaje de que Jesús ha traído algo nuevo, y que los rituales y las tradiciones del judaísmo oficial no pueden ser parte eso.
Juan Calvino dijo en sus comentarios sobre Mateo, Marcos y Lucas que los odres viejos y el vestido viejo representaban a todos los discípulos de Jesús, mientras que el vino nuevo y el trozo de tela nuevo representan la práctica de ayunar dos veces a la semana, y mencionó que ayunar de esta manera sería pesado para los nuevos discípulos, y más de lo que pudieran soportar.